# 韋恩鎮區 (愛荷華州亨利縣)
韋恩鎮區（英語：Wayne Township）是位於美國愛荷華州亨利縣的一個行政鎮區。

## 地方資料
根據2010年美國人口普查的數據，韋恩鎮區的面積為93.69平方千米，當中陸地面積為93.67平方千米，而水域面積為0.02平方千米。當地共有人口655人，而人口密度為每平方千米6.99人。